# Beavis and Butt-Head (jogo eletrônico)
Beavis and Butt-Head (anunciado como MTV's Beavis and Butt-Head: The Game) são três jogos eletrônicos baseados na série de televisão animada com o mesmo nome que foram lançados pela Viacom New Media em 1994 para o Super NES, Mega Drive e Game Gear. As três versões diferem uma da outra, compartilhando apenas a premissa básica envolvendo os personagens titulares em busca de ingressos para um concerto de Gwar. Os jogos foram anunciados como apresentando músicas da banda. Uma quarta versão foi lançada mais tarde para o Game Boy pela GT Interactive Software em 1998, sem o vínculo com Gwar.

## Premissa
É baseado na série animada da MTV com o mesmo nome e segue os personagens-título Beavis e Butt-Head, enquanto tentam encontrar seus bilhetes rasgados para o concerto de Gwar.

## Desenvolvimento
A versão de Super NES foi desenvolvida pela Realtime Associates, a versão de Game Gear pela NuFX e a versão de Mega Drive pela Radical Entertainment, todas publicadas pela Viacom New Media e lançadas em 1994. Uma versão do Game Boy foi lançada em 1998, desenvolvida pela Torus Games e publicada pela GT Interactive, que girava em torno dos garotos tentando se juntar à gangue de Todd.

## Recepção
Analisando a versão Genesis, a GamePro comentou que "Beavis and Butt-Head são para jogadores que possuem velocidade de polegar e paciência para realizar uma longa caça ao lixo para solucionar quebra-cabeças obscuros". Eles criticaram a extensa tentativa e erro envolvidos na obtenção de itens, mas elogiaram os controles e a coerência do estilo visual com a aparência do programa de TV. A Electronic Gaming Monthly avaliou que os fãs do programa de TV provavelmente gostariam do jogo, mas que qualquer outra pessoa definitivamente não iria gostar. A Next Generation afirmou que "Beavis and Butt-Head é um jogo que mostra que o humor imbecil e a abundância de flatulência podem fazer um ótimo programa de TV, mas fede como um jogo".
A análise da versão de Super NES pela GamePro foi moderada, comentando que o jogo "não suga, mas não descarta qualquer um." Eles novamente elogiaram os controles e a recriação do jogo pelo visual do programa de TV, mas descreveram a jogabilidade como "direta, mas sem inspiração".
A Next Generation analisou a versão de PC do jogo, afirmando que "Independentemente do conteúdo, a interface e o design suave do jogo fazem dele uma ótima aventura gráfica. Este jogo domina!"